# Mesochra oligochaeta
Mesochra oligochaeta is een eenoogkreeftjessoort uit de familie van de Canthocamptidae. De wetenschappelijke naam van de soort is voor het eerst geldig gepubliceerd in 2008 door Kornev & Chertoprud.